# دیمیترو پولوانیچ
دیمیترو پولوانیچ (انگلیسی: Dmytro Polyuhanych؛ زادهٔ ۲ ژوئن ۱۹۹۶) بازیکن فوتبال اهل اوکراین است.